# محل بغستان قدیم
محل بغستان قدیم مربوط به دوره هخامنشی است و در شهرستان بیستون (هرسین)، محوطه تاریخی، فرهنگی بیستون واقع شده و این اثر در تاریخ ۲۴ شهریور ۱۳۱۰ با شمارهٔ ثبت ۲۶ به‌عنوان یکی از آثار ملی ایران به ثبت رسیده‌است.